# Estragol
El estragol es un éter aromático con fórmula molecular C10H12O. Es un isómero de posición del anetol. Es un fenilpropeno , un compuesto orgánico natural. Su estructura química se compone de un benceno sustituido en el anillo con un grupo metoxi y un grupo propenilo. Es un isómero de anetol , que difiere con respecto a la ubicación del doble enlace. Es un líquido incoloro, aunque las muestras impuras pueden aparecer de color amarillo. Es un componente de varios árboles y plantas, incluyendo la trementina (aceite de pino), anís, hinojo, laurel, estragón y albahaca. Se utiliza en la preparación de fragancias.

## Producción
Cientos de toneladas de aceite de albahaca se producen anualmente por destilación al vapor de Ocimum basilicum (albahaca común). Este aceite es principalmente estragol, pero también contiene cantidades sustanciales de linalol. Es el componente principal del aceite esencial de estragón (que comprende 60 a 75%), aceite de pino, trementina, hinojo, anís (2%), Clausena anisata y Syzygium anisatum.
El estragol se usa en perfumes y como aditivo alimentario para el sabor. Tras el tratamiento con hidróxido de potasio, el estragol se convierte en anetol.